# Vampire in the Garden
Vampire in the Garden (ヴァンパイア・イン・ザ・ガーデン) ist eine Anime-Serie aus dem Jahr 2022. Der Regisseur ist Ryōtarō Makihara und der Anime entstand beim Studio Wit Studio. Er wurde auf Netflix veröffentlicht.

## Inhalt
Die Serie spielt in einer Welt, in der Menschen und Vampire einen brutalen Krieg gegeneinander führen. Die wenigen überlebenden Menschen haben sich in eine von Sonnenlicht geschützte Stadt zurückgezogen, während die Vampire die Dunkelheit für sich beanspruchen.
Im Mittelpunkt der Geschichte stehen zwei ungleiche Figuren: Momo, ein junges Mädchen aus der menschlichen Welt, und Fine, die Königin der Vampire. Beide sind des andauernden Konflikts überdrüssig und teilen den Traum von einem Ort, an dem Menschen und Vampire in Frieden zusammenleben können.
Zusammen wagen sie eine gefährliche Flucht, um diesen sagenumwobenen Ort zu finden, der als „Paradies“ bezeichnet wird. Dabei stellen sie sich nicht nur den Gefahren ihrer Welt, sondern auch den Vorurteilen ihrer jeweiligen Völker.

## Produktion und Veröffentlichung
Die Serie entstand beim Studio Wit Studio unter der Regie von Ryōtarō Makihara, der ebenfalls das Drehbuch dazu schrieb. Für den Schnitt war Aya Hida verantwortlich. Das Charakterdesign entwarf Tetsuya Nishio. Die Musik der Serie komponierte Yoshihiro Ike.
Alle Folgen wurden am 16. Mai 2022 auf Netflix international veröffentlicht.

## Synchronsprecher
Die deutsche Synchronfassung entstand bei Eclair Studios Germany. Das Dialogbuch schrieb Patrick Baehr und Regie führte Gerald Schaale.
| Rolle   | japanischer Sprecher (Seiyū) | Deutscher Sprecher |
| ------- | ---------------------------- | ------------------ |
| Momo    | Megumi Han                   | Julia Bautz        |
| Fine    | Yū Kobayashi                 | Magdalena Helmig   |
| Allegro | Chiaki Kobayashi             | Patrick Baehr      |
| Nobara  | Rika Fukami                  | Sabine Falkenberg  |
| Kubo    | Hiroki Tōchi                 | Christoph Banken   |